# 顧君恩
顧君恩（?—?），湖北鍾祥（今屬湖北）人，多謀略，明末李自成謀士。
早年是庠生。崇禎十六年（1643年）投奔李自成，佔襄陽後，提出定關中之計：“金陵居下流，事雖濟，失之緩。直走京師，不勝，退安所歸，失之急。關中，大王桑梓邦也，百二山河，得天下三分之二，宜先取之，建立基業。”，崇禎十七年（1644年），李自成陷北京，顧君恩被任為吏部侍郎。後於史無考。